# Франтішек Бабушек
Франтішек Бабушек (словац. František Babušek; 5 листопада 1905 — 13 жовтня 1954) — словацький композитор і диригент.
У 1930 закінчив Братиславську консерваторію по класу контрабаса. У 1929 дебютував у складі новоствореного Симфонічного оркестру Братиславського радіо як контрабасист. 
У 1931 переїхав до Праги, де грав на контрабасі і тубі в Симфонічному оркестрі Чеського радіо, одночасно вивчаючи композицію в Празькій консерваторії під керівництвом Йозефа Сука. 
Закінчивши консерваторію, в 1935—1938 продовжив навчання у Празькій академії виконавських мистецтв: по класу композиції у Вітезслава Новака і Йозефа Кржічкі, по класу диригування — у Павла Дедечека. Закінчивши курс, в 1939 повернувся до Братислави і працював у Симфонічному оркестрі Братиславського радіо як диригент, а в 1941—1942 став головним диригентом. Диригував прем'єрою Четвертої симфонії Олександра Мойзеса (1948). 
Написав фортепіанний концерт (1950), низку хорових і камерних творів.